# Coesfeld (distrito)
Coesfeld é um distrito (Kreis ou Landkreis) da Alemanha localizado na região de Münster (ou Monastério), no estado da Renânia do Norte-Vestfália.

## Cidades e municípios
(População em 30 de junho de 2006)
| Cidades                       | População |
| Dülmen                        | 47 451    |
| Coesfeld                      | 36 671    |
| Lüdinghausen                  | 24 207    |
| Olfen                         | 12 291    |
| Billerbeck                    | 11 536    |
| Municípios                    | População |
| Senden                        | 20 596    |
| Nottuln                       | 20 273    |
| Ascheberg                     | 15 076    |
| Havixbeck                     | 11 875    |
| Rosendahl                     | 10 973    |
| Nordkirchen                   | 10 285    |
| Mapa do distrito de Coesfeld. |           |